# Battleplan
Battleplan là một bộ phim tài liệu chiến tranh năm 2006, kiểm tra các chiến lược quân sự khác nhau được sử dụng trong chiến tranh hiện đại kể từ Thế chiến thứ nhất. Nó được hiển thị trên kênh Military Channel ở Mỹ và kênh Yesterday. Mỗi tập phim xem xét một chiến lược quân sự cụ thể - hoặc "kế hoạch trận đánh" - thông qua hai ví dụ lịch sử nổi tiếng, đánh giá chúng dựa trên các yêu cầu lý tưởng cần thiết để thực hiện thành công chiến lược đó. Tất cả các tập phim sử dụng các ví dụ từ chiến tranh hiện đại, có niên đại từ Chiến tranh thế giới thứ nhất (1914–1918) cho đến chiến tranh Iraq (2003). Lloyd Clark (Học viện Quân sự Hoàng gia Sandhurst) và Bruce Gudmundsson (Đại học chiến tranh quân đội Mỹ) phân tích thông tin và nói về chúng trên chương trình.

## Tập
1. "Chiến tranh chớp nhoáng" - ví dụ được sử dụng: Trận Pháp (Đệ nhị thế chiến) và cuộc xâm lược Iraq năm 2003 (Chiến tranh Iraq)
2. "Trực thăng vận" - các ví dụ được sử dụng: Trận Crete, Chiến dịch Market Garden (Chiến tranh Thế giới II) và Chiến dịch Junction City (Chiến tranh Việt Nam)
3. "Lừa dối" - ví dụ được sử dụng: Trận Normandy (Đệ nhị thế chiến), Chiến tranh vùng Vịnh và cuộc xâm lược Iraq năm 2003 (Chiến tranh Iraq)
4. "Đổ bộ" - ví dụ được sử dụng: Trận Inchon (Chiến tranh Triều Tiên) và Trận Iwo Jima (Chiến tranh thế giới thứ hai)
5. "Chiến dịch phản công" - ví dụ được sử dụng: Chiến tranh Yom Kippur và Trận Moscow (Chiến tranh thế giới thứ hai)
6. "Phong tỏa" - ví dụ được sử dụng: Trận Đại Tây Dương và Chiến dịch Tàu ngầm Mỹ 1943–45 (Chiến tranh Thế giới II)
7. "Vây hãm" - ví dụ được sử dụng: Trận Điện Biên Phủ (Chiến tranh Đông Dương lần thứ nhất) và Trận Khe Sanh (Chiến tranh Việt Nam)
8. "Kiểm soát biển" - ví dụ được sử dụng: Trận Midway và Trận chiến vịnh Leyte (Thế chiến II)
9. "Tấn công phủ đầu" - ví dụ được sử dụng: Chiến tranh sáu ngày và tấn công Trân Châu Cảng (Chiến tranh thế giới thứ hai)
10. "Kiểm soát trên không" - ví dụ được sử dụng: Trận chiến nước Anh (Chiến tranh thế giới thứ hai) và Chiến tranh vùng Vịnh
11. "Phòng thủ" - các ví dụ được sử dụng: Phòng tuyến Hindenburg (Chiến tranh thế giới thứ nhất) và Trận Kursk (Chiến tranh thế giới thứ hai)
12. "Chiến tranh du kích" - các ví dụ được sử dụng: Mujahideen (Chiến tranh Xô viết-Afghanistan) và Việt Cộng (Chiến tranh Việt Nam)
13. "Chiến tranh đô thị" - ví dụ được sử dụng: Tết Mậu Thân (Chiến tranh Việt Nam) và Trận Stalingrad (Chiến tranh thế giới thứ hai)
14. "Phá vỡ tuyến phòng thủ" - các ví dụ được sử dụng: Phòng tuyến Hindenburg (Chiến tranh thế giới thứ nhất) và Trận El Alamein thứ hai (Chiến tranh thế giới thứ hai)
15. "Chiến dịch đột kích" - ví dụ được sử dụng: Giải cứu Benito Mussolini (Chiến tranh Thế giới II) và Chiến dịch Bờ Biển Ngà (Chiến tranh Việt Nam)
16. "Ném bom chiến lược" - ví dụ được sử dụng: Chiến dịch chống lại Đức Quốc xã, 1941–45, Vụ đánh bom Dresden và đánh bom Nhật Bản, 1944–45 (Chiến tranh thế giới thứ hai)
17. "Đánh tạt sườn" - ví dụ được sử dụng: Trận Normandy (Chiến tranh Thế giới II) và Chiến tranh vùng Vịnh
18. "Các hoạt động đặc biệt" - các ví dụ được sử dụng: Kháng chiến Pháp (Đệ nhị thế chiến) và cuộc xâm lược Iraq năm 2003 (Chiến tranh Iraq)

## Phát hành DVD
Bộ sưu tập đĩa DVD gồm 5 đĩa được phát hành ngày 6 tháng 11 năm 2007. Tổng thời gian là 1080 phút.